# Seredzice-Zawodzie
Seredzice-Zawodzie – wieś w Polsce położona w województwie mazowieckim, w powiecie radomskim, w gminie Iłża. Obok miejscowości przepływa Małyszyniec, niewielka rzeka, dopływ Iłżanki.
W latach 1975–1998 miejscowość należała administracyjnie do województwa radomskiego.
Wierni kościoła rzymskokatolickiego należą do parafii Miłosierdzia Bożego w Seredzicach
.